# 비둘기의 합창
"비둘기의 함창"은 1978년 공개된 대한민국의 영화이다.

## 배역
- 박근형
- 고은아
- 조숙현
- 강수연